# 地球の長い午後 (TRPGリプレイ)
『地球の長い午後』（ちきゅうのながいごご）はテーブルトークRPG(TRPG)『ナイトウィザード』のリプレイ作品。2010年8月にエンターブレインのファミ通文庫から出版された『エターナルブレイヴ』に書き下ろし作品として収録された。
リプレイの執筆はゲームマスターでもある田中信二が担当。イラスト担当は石田ヒロユキ。

## 概要
『ナイトウィザード』ルール第一版のサプリメント『ロンギヌス』に収録されたリプレイ『幼年期の終わり 〜HUMANSYSTEM〜 』の続編であるとともに、現行ルール「The 2nd Edition」に移行した『ナイトウィザード』のスタンダードなリプレイを目指した作品でもある。そのため本リプレイでは「The 2nd Edition」のメインストーリーである「第二次古代神戦争」に関わる事柄は取り上げられていない。ただし、ストーリーはルール第一版を貫く「マジカル・ウォーフェア」に絡んでいる。
システムは『ナイトウィザード The 2nd Edition』が使用されている。「The 2nd Edition」の公式リプレイとしては、ルール第一版に作成されたプレイヤーキャラクターをコンバートして使用した2度目のリプレイだが、『幼年期の終わり』の続編とあって、全てのプレイヤーキャラクターがコンバートを行っている。
リプレイのプレイヤーは『幼年期の終わり』と同一メンバーとなっている。すなわち菊池たけし、鈴吹太郎、たのあきら、藤井忍である。
本作のタイトルはブライアン・W・オールディスのSF小説『地球の長い午後』から取られている。

## あらすじ
人造裁定者「Es」と魔王アー＝マイ＝モニカの事件から1年。今や全国的な人気を誇るメイド喫茶となった「天使の夢」の秋葉原本店で働く鹿島はるみは、店主の流鏑馬真魅、その弟である勇士郎、そして双子の姉ふゆみとともに日々を過ごしていた。
人気の裏には秘密があった。ある時、1人の女性がはるみをゲームヒロインのモデルとしてスカウトする。はるみを模したヒロインを主役とするゲーム「ラブ・ファイナル」が爆発的ヒットを記録し、その結果としてはるみのいる「天使の夢」は人気が急上昇したのである。
そんなある日、買い出しに出かけていた勇士郎は、はるみそっくりな少女「ベータ」と出会い、一台のゲーム機「DPD」を託される。さらにその頃、守護者代行赤羽くれはの指令を受けたロンギヌス00は、秋葉原を中心に頻発する謎の小月匣の正体を突き止めるため、勇士郎達に協力を仰ぐべく「天使の夢」に向かう。
そんな中で起きる事件。その裏に蠢く魔王の影は、一年前のあの事件から続く因縁そのものであった。

## 登場人物

### プレイヤーキャラクター
プレイヤーによって操作するキャラクター。PC。名前の横にカッコで記述されているのはプレイヤー名である。ウィザードクラス及びスタイルクラスの横のレベルはリプレイ開始時のもの。各キャラクターの総合レベルは6である。なお本リプレイのスタイルクラス構成は「聖なる夜に小さな願いを」と同じくキャスター2、ディフェンダー1、ヒーラー1で、ルールブックで推奨される4つのスタイルクラスを分担していない。
属性についてはスラッシュをはさんで左側が第一属性、右側が第二属性となる。
流鏑馬 勇士郎（やぶさめ ゆうしろう、たのあきら）
ウィザードクラス：転生者 3LV （勇者2LV、同調者1LV）
スタイルクラス：キャスター 0LV
PC番号：PC1
属性：〈天〉 / 〈冥〉
「ブルー・アース」の二つ名を持つ転生者にして勇者。「幼年期の終わり」の時と変わらず姉・真魅の店「天使の夢」本店を手伝っている。店には勇士郎の料理目当てで来ている客もおり、なかなか姉は手放してくれない。
彼が食材の買出しの帰りにベータと出会い、1機のDPDを渡された事が、今回の事件に関わるきっかけとなる。ベータからは終始「勇者の勇士郎さん」と呼ばれている。
剣を使うにもかかわらずスタイルクラスがキャスターだが、これは戦略上の考えによるもの。

鹿島 はるみ（かしま -、藤井忍）
ウィザードクラス：魔術師 5LV
スタイルクラス：キャスター 1LV
PC番号：PC2
属性：〈冥〉 / 〈虚〉
「天使の夢」本店の店員で魔術師。「幼年期の終わり」から約1年を経てすっかり「天使の夢」の人気メイドとなった。
天性のドジっ娘属性をリンクスソフトのプロデューサー・佐原莉緒に見出され、恋愛ゲーム『ラブ・ファイナル』のヒロインのモデルとなる。しかし、はるみ本人としては「ドジっ娘」の部分に目をつけられたのがかなり不本意らしい。
自分がドジっ娘であることにコンプレックスがあるらしく、ハルミシリーズのドジを見るたび落ち込んでいる。

ロンギヌス00（菊池たけし）
ウィザードクラス：人造人間 3LV
スタイルクラス：ディフェンダー 3LV
PC番号：PC3
属性：〈地〉 / 〈地〉
第八世界の守護者アンゼロット直属の実働部隊「ロンギヌス」のエージェントにして対魔王級エミュレイター戦用人造人間。アンゼロット城の管理者も務める。「三ツ矢伊右衛門」の別名を持つ。
7種類のボディを任務に応じて換装出来、今回は防御に特化したボディを用いているという設定。
「天使の夢」本店付近で小型の月匣が頻繁に観測される原因を突き止めるため、守護者代行・赤羽くれはの命で秋葉原に降り立つ。

流鏑馬 真魅（やぶさめ まみ、鈴吹太郎）
ウィザードクラス：陰陽師 5LV （夢使い1）
スタイルクラス：ヒーラー 0LV
PC番号：PC4
属性：〈水〉 / 〈風〉
勇士郎の姉で陰陽師の素養も持つ夢使い。「幼年期の終わり」で始めたメイド喫茶「天使の夢」が大当たりし、現在は本店となったもともとの店の他に秋葉原だけで2店舗を有し、さらに全国チェーン展開もするなど事業家として成功を収めている。
ふゆみや店の客に起きた異変と、勇士郎がベータと会った出来事から、秋葉原一帯に起きた異変に気づく。

### ノンプレイヤーキャラクター
GMが操作するキャラクター。NPC。
鹿島 ふゆみ（かしま ふゆみ）
「天使の夢」本店の店員ではるみの姉。はるみとは対照的なクールビューティ属性で人気メイドとなっている。
その正体はかつての裁定者「Es」。「幼年期の終わり」のラストではるみと分離して独立した人間となった。イノセントであり、ウィザードとしての能力は持っていない。普段の表情以外ははるみと全く同じ姿をしており、たまにしか会わない00は二人をまったく区別できていなかった。
『ラブ・ファイナル』をプレイ中に突然はるみの姿に変わってしまう。
ベータ
食材の買出しから帰る途中の勇士郎に1機のDPDを渡した少女。実は実体が存在せず、イノセントの身体を使って勇士郎に接触していた。その後はDPDを介して勇士郎たちに事件に関する情報を提供する。
その正体は、「ラブ・ファイナル」に転写されたはるみの術式の「ベータ版」、つまりテストバージョンである。ゲームの完成後はリオ＝サレスから見捨てられ、無為に過ごしていたが、己のオリジナルと言うべき存在のはるみの事を知り、同じく造られた存在ながら運命を覆した彼女をリオから守るべく、動きだしたのである。ハルミシリーズの持つ「ドジッ娘力」を持っていないため、紛れ込んでも判別は容易であった。リオの敗北後は、彼女の生み出したハルミシリーズ諸共消滅する運命であったが、真魅によって勇士郎のDPDにそのデータの大半（人格や記憶）が転送され、さらに00の手配した錬金術師が「天使の夢」に増設したサーバーへとインストール、従業員の一人として居場所を得た。
リオ＝サレス
本編の黒幕たる魔王。二つ名は不明。「愛を与える」ことを目的に動きだし、まず「佐原梨緒」の偽名を名乗ってはるみに接触し、彼女に残されていたEsの封印術式を「ラブ・ファイナル」のモーションキャプチャーに乗じてコピー。これを完成したゲームに転写してばらまき、同時に秋葉原に月匣を張った。ゲームをプレイしたイノセントは術式を貼り付けられて、ハルミシリーズと呼ばれるはるみと同じ姿の存在となり、自動的にリオの月匣に集められる。リオの真の狙いは、ハルミシリーズと化した人々が味わう「幸福感」からプラーナを吸い取り続けることであり、最終的には全世界を標的としていた。リンクスソフト社を拠点に動いていたが、勇士郎達に乗り込まれる。最期は、自ら求め、そして否定したはるみによってトドメを刺され、移し身を消滅させられ裏界に放逐された。

### その他の登場人物・用語など
ラブ・ファイナル
リンクスソフトが開発したネットワーク機能付き恋愛ゲーム。今回の事件の直接の原因となる。
DPD
携帯ゲーム機。『ラブ・ファイナル』はDPDをプラットフォームとしている。ベータが勇士郎たちと連絡する手段にも使われる。
リンクスソフト
『ラブ・ファイナル』の開発元。終盤ではリオの拠点と化しており、最終決戦の舞台となる。
ハルミシリーズ
「ラブ・ファイナル」をプレイし、術式を貼り付けられてはるみの姿に変わってしまった人々の総称。秋葉原に張られた月匣の中に存在しているが、数が一定以上になると現実に現れ、襲撃を始める。傷つけられた人々は術式をインストールされてハルミシリーズと化してしまう。リオ＝サレスはハルミシリーズを介して人々に「幸福感」を与え、それによって生じるプラーナを吸収する事を目的としていた。元々はるみを正確に模写したゲームのキャラクターの人格・性格・行動パターンをコピーされているため、「ドジっ娘」ぶりも健在。ボールを投げ込まれると必ず転ぶ。

## マジカル・ウォーフェア
『地球の長い午後』はナイトウィザードやセブン＝フォートレスのいくつかのリプレイをつなぐ大河物語「マジカル・ウォーフェア」に連なる一編でもある。
『地球の長い午後』は200X＋1年8月の物語の出来事である。この年の3月にマジカル・ウォーフェアが終結。時を同じくして封印されていた冥魔が表界の深海や月で発見され、5月には守護者アンゼロットが第一世界経由で第三世界遠征に出るなど、第二次古代神戦争の足音が第八世界に聞こえ始めた時期である。しかし事件そのものはマジカル・ウォーフェアの最中の出来事である「幼年期の終わり」と直結しており、その残滓と言える。
Esの創造者であるデュナミスに仮想人格「鹿島はるみ」を造らせたのは魔王リオ＝サレスであった。リオ＝サレスはEsの情報を絶滅社にリークするなど様々な圧力をかけてデュナミスにはるみを造らせるよう仕向け、ゆくゆくははるみを確保して自分の計画に使う腹積もりでいた。しかしEsの存在を知った魔王アー＝マイ＝モニカの介入でリオ＝サレスは計画の修正と延期を余儀なくされ、今回の事件に至る事となる。

## 作品
- エターナルブレイヴ　（ISBN 978-4-04-726730-5 / ファミ通文庫 / エンターブレイン）